# Greve (Amt)
Greve (oder auch Grebe, Grefe, Gräffe oder auch Heimbürger) war in manchen Gegenden Deutschlands die Amtsbezeichnung eines Dorfvorstands, Schultheißen oder Dorfrichters. Der Greve unterstand dem Gerichtsherren des jeweils übergeordneten Amtes.
Im Aachener Raum sind die Bezeichnungen „Greve“ und „Griev“ für „Zunftvorsteher“ oder „Gildemeister“ belegt, ebenso die Amtsbezeichnung „Holzgreve“ (auch: Holtgreve) aus dem Forstverwaltungswesen.
Greve oder Grebe kann auch eine Variante der Standesbezeichnung Graf sein, die vom althochdeutschen „gravo“ abgeleitet ist.

## Etymologie
Die Bezeichnung ist abgeleitet vom althochdeutschen „gravio“, dem mitteldeutschen „grebe“ und dem mittelniederdeutschen „greve“; verwandt ist die altenglische Amtsbezeichnung gerefa, neuenglisch reeve, daneben high-reeve und Hogrefe und auch shire-reeve aus dem das Wort sheriff entstand.
Das Deutsche Wörterbuch von Jacob und Wilhelm Grimm sagt dazu:
- GREBE, m., dorfvorsteher, specif. hess.: schultheisz, die man auf den dörfern im land zů Hessen greben nennet KIRCHHOF wendunmuth 1, 178 Österley; vgl. VILMAR 136; aus grêve, der md. form für grâve. auch als Familienname in Hessen verbreitet.[1]
- GREVE, m., was grebe (s. d.): gerade so hat sich in manchen gegenden Deutschlands der name greve oder grebe für den dorfvorsteher bis auf die neuesten zeiten erhalten SAVIGNY gesch. d. röm. rechts 1, 236; 'griev, in hiesigen urkunden greve, zunftvorsteher' MÜLLER-WEITZ aach. 74.[2]

Das Wort ist mit den französischen „le greffe“ (= Geschäftsstelle, Sekretariat) und „le greffier“ (Urkundsbeamter) verwandt, ebenso mit dem noch heute auf Jersey und Guernsey gebräuchlichen „greffier“ (= Amtsschreiber).

## Belege
1. ↑  Grebe. In: Jacob Grimm, Wilhelm Grimm (Hrsg.): Deutsches Wörterbuch. Band 9: Greander–Gymnastik – (IV, 1. Abteilung, Teil 6). S. Hirzel, Leipzig 1935, Sp. 1 (woerterbuchnetz.de).
2. ↑  Greve. In: Jacob Grimm, Wilhelm Grimm (Hrsg.): Deutsches Wörterbuch. Band 9: Greander–Gymnastik – (IV, 1. Abteilung, Teil 6). S. Hirzel, Leipzig 1935, Sp. 248 (woerterbuchnetz.de).
3. ↑  statesassembly.gov.je